# Gåstjärnen (Jokkmokks socken, Lappland, 737300-172614)
Gåstjärnen är en sjö i Jokkmokks kommun i Lappland och ingår i Luleälvens huvudavrinningsområde.